# إيديث لاغوس

صور ايديث لاغوس في اعتقالها وجنازتها التاريخية

بالأنجليزية Edith Lagos من 27 نوفمبر 1962 توفيت في 2 سبتمبر 1982 عن 19 عاماً من قادة الحركة الشيوعية الماوية في البيرو في الحزب الشيوعي البيروفي الدرب المضيء وهي قائدة سياسية وعسكرية وشاعرة ثورية

## البداية السياسية
ولدت القيادية الماوية إيديث لاغوس في 27 نوفمبر 1962 في مقاطعة أياكوتشو في بيرو لعائلة تجارية غنية. بدأت دراسة القانون في إحدى الجامعات الخاصة في العاصمة ليما، وهناك تعرفت على الأفكار السياسية والثورية وانتسبت للحزب الشيوعي في بيرو (الدرب المضيء) ذي التوجه الماركسي - اللينيني - الماوي.
في العام 1980 كانت من بين الفرق الأولى التي أشعلت شرارة الثورة المسلحة ضد النظام البيروفي بقيادة الرئيس غونزالو، واشتهرت بشجاعتها وقوة ارادتها ما أكسبها سمعة واسعة بين جموع الفلاحين كمقاتلة باسلة شديدة البأس في التنظيم العسكري الماوي، كما بثت الرعب في نفوس اعداء الحزب من طبقة الإقطاعيين والمليشيات المحلية المناهضة للدرب المضيء بسبب قسوتها في التعامل.

## التدرج العسكري والقيادة
تدرجت بسرعة شديدة لتصبح إحدى قادة الجناح العسكري للحزب الشيوعي في بيرو. تم اعتقالها في العام 1981 وتعرضت للتعذيب الشديد لكنها صمدت في التعذيب صمودا احترمه حتى الضباط الذين مارسوا أنواع التعذيب ضدها. في نفس العام قامت قوة من مقاتلي الحزب بتحريرها من الأسر.

## عملية سجن هوامنغا
في العام 1982 قادت بدورها عملية جريئة لاقتحام سجن هوامانغا على رأس مجموعة مكونة من 33 مقاتل، وبعد اشتباك دام خمس ساعات نجحت في تحرير 78 من رفاقها الأسرى أعضاء منظمة الدرب المضئ الماوية. كان للعملية أصداء واسعة، كما عزز ذلك من سمعتها كمقاتلة مغوارة. قادت العديد من العمليات ضد الشرطة والحرس الوطني والجمهوري وضد الإقطاع ومليشياته المسلحة.

## الموت والتشييع التاريخي
في العام 1982 وبسن التاسعة عشر قتلت ايديث لاغوس في اشتباك مع الحرس الجمهوري في مقاطعة أبوريماك. عندما تسلم والدها جسدها وسار به إلى مسقط رأسها كان الفلاحون – عندما يصلهم خبر اقتراب نعشها من قراهم – يخرجون لتحيتها وللسير معها في موكب مهيب رغم حالة الطوارئ والإرهاب والأحكام العرفية الذي تمارسها الدولة. في جنازتها تحدت الجماهير تلك الظروف وخرج سكان المقاطعة عن بكرة أبيهم لتوديعها في جنازة أسطورية سجلها تاريخ بيرو. بعد دفنها قامت الميليشيات التابعة للأمن بدمير قبرها 3 مرات، بعد كل مرة كان الفلاحون يقومون بإعادة بناءه في تحد واضح للسلطة. أصبحت ايديث لاغوس – التي عرفت بحبها للفلاحين وقربها منهم – رمزا من رموز الثورة المسلحة في بيرو ورمزا من رموز الحركة الماوية العالمية، كما نتج عن مقتلها استعار الحرب الشعبية وموجة عالية جدا من الانتساب للحزب ولجناحه المسلح. عرفت ايديث لاغوس بحبها للشعر وتركت قصائد عديدة.
1. 1 2   https://lalupa.pe/cultura/conoce-a-edith-lagos-la-senderista-estrella-de-los-anos-80-39687/. اطلع عليه بتاريخ 2022-08-19. {{استشهاد ويب}}: |url= بحاجة لعنوان (مساعدة) والوسيط |title= غير موجود أو فارغ (من ويكي بيانات) (مساعدة)